# كاريك باول
كاريك باول (بالإنجليزية: Carrick Paul)‏ هو عسكري نيوزيلندي، ولد في 5 فبراير 1893 في ثمز ‏ في نيوزيلندا، وتوفي في 22 يناير 1919 في السلطنة المصرية.